# Vreau să-ți mănânc pancreasul
Vreau să-ți mănânc pancreasul (君の膵臓をたべたい Kimi no Suizō o Tabetai?), cunoscut, de asemene, drept Let Me Eat Your Pancreas (Lasă-mă să-ți mănânc pancreasul), este un roman scris de Yoru Sumino. Întâi serializată ca un roman web pe site-ul Shōsetsuka ni Narō în 2014, cartea a fost tipărită în 2015 de Futabasha. O traducere în limba română a fost anunțată pentru prima oară la finalul romanului Ea și pisica ei în 2022, urmată de un anunț pe Facebook de către editura Alice Books pe 19 iulie 2024. O adaptare manga a rulat din 2016 până în 2017. Un film live-action numit Let Me Eat Your Pancreas a fost lansat în 2017, iar o adaptare anime cinematografică pe 1 septembrie 2018.

## Personaje
"Eu" (「僕」 "Boku"?) / Haruki Shiga (志賀春樹 Shiga Haruki?)
Dublaj voce: Mahiro Takasugi 
Sakura Yamauchi (山内桜良 Yamauchi Sakura?)
Dublaj voce: Lynn 
Issei Miyata (宮田一誠 Miyata Issei?)
Dublaj voce: Jun Fukushima 
Kyoko Takimoto (滝本恭子 Takimoto Kyōko?)
Dublaj voce: Yukiyo Fujii 
Takahiro (隆弘?)
Dublaj voce: Yuma Uchida 
Mama lui Sakura (桜良の母 Sakura no haha?)
Dublaj voce: Emi Wakui 

## Media

### Roman
Yoru Sumino a lansat romanul ca un roman web pe site-ul Shōsetsuka ni Narō în 2014, înainte ca Futabasha să o lanseze în tipar cu cover art pe 19 iunie 2015.

### Manga
Izumi Kirihara a început serializarea unei adaptări manga în revista Monthly Action a lui Futabasha pe 25 august 2016, iar serializarea s-a încheiat pe 25 mai 2017. Capitolele au fost adunate în două volume tankōbon, lansate pe 10 februarie 2017 și 20 iunie 2017.

### Film live-action
Un film live-action japonez, intitulat Let Me Eat Your Pancreas, în rolurile principale jucând Takumi Kitamura și Minami Hamabe, a fost lansat în Japonia pe 28 iulie 2017. Filmul a fost difuzat și în Coreea de Sud la Busan International Film Festival în octombrie 2017, și în Malaysia pe 9 noiembrie 2017, distribuit de către GSC Movies.

### Film anime
O adaptare anime cinematografică, omonimă, indisponibilă în România, a fost anunțată în august 2017. Scenariul și regizarea sunt realizate de Shinichiro Ushijima și filmul este produs de Keiji Mita la Studio VOLN. Coloana sonoră este compusă de Hiroko Sebu. Filmul a fost distribuit în cinematografele nipone de către Aniplex pe 1 septembrie 2018.